# المناظر الطبيعية المصممة
المناظر الطبيعية المصممة هي مساحة من الأرض تم تعديلها من قبل الناس لتأثير جمالي في المقام الأول. يستخدم المؤرخون هذا المصطلح للدلالة على أنواع مختلفة من المواقع، مثل الحدائق والمتنزهات والمقابر والعقارات. غالبًا ما تكون هذه المواقع محمية لقيمتها التاريخية أو الفنية. قد تشتمل المناظر الطبيعية المصممة على شكل الأرض والمياه والهياكل المبنية والأشجار والنباتات، وكلها قد تحدث بشكل طبيعي أو يتم إدخالها.
تستفيد العديد من المناظر الطبيعية المصممة من الميزات الجغرافية الحالية، مع التركيز عليها من خلال زراعة الغابات، أو إنشاء البحيرات الاصطناعية. على سبيل المثال، الحدائق التي أنشأها البستانيون مثل عمارة المشهد، ومصدات الرياح هي مناظر طبيعية مصممة.
قد تكون أيضًا أكثر دقة، ناتجة عن ضم الأراضي وزراعة الغابات الوظيفية مثل أحزمة الملاجئ. قد تكون أنماط هذه الميزات مفيدة للمؤرخين في تحديد مدى عقارات الدولة، وفي تحسينات المواعدة الزراعية.